# Revolver (film)
Pour les articles homonymes, voir Revolver (homonymie).
Pour plus de détails, voir Fiche technique et Distribution.
Revolver est un film britannico-français écrit et réalisé par Guy Ritchie et sorti en 2005.
Guy Ritchie dirige à nouveau Jason Statham, qui incarne ici un escroc. Le film est un échec aussi bien critique que public.

## Synopsis
Jake Green est un joueur invétéré et arnaqueur professionnel. À force de traîner avec des voyous, il finit par écoper de sept ans de prison à la place du dangereux caïd Dorothy Macha. À sa sortie, Jake devient imbattable au jeu, grâce à une formule apprise auprès de deux mystérieux codétenus. Il est prêt à prendre sa revanche.
Empêtré dans une guerre de gangs avec son impitoyable rival, Lord John, Macha mise toute sa crédibilité sur un trafic de drogue avec le tout-puissant Sam Gold. Quand Jake rend visite à Macha dans son casino, il l'humilie en public lors d'un jeu de hasard. Ce dernier envoie ses hommes aux trousses de Jake, mais celui-ci est sauvé par l'énigmatique Zach qui propose de le protéger.
Sceptique, Jake refuse son aide, mais lorsqu'il découvre qu'il n'a plus que trois jours à vivre, il n'a plus le choix. Il va se retrouver pris au milieu d'un jeu risqué et dangereux.

## Fiche technique
Sauf indication contraire, les informations mentionnées dans cette section peuvent être confirmées par la base de données cinématographiques IMDb,  présente dans la section « Liens externes ».
- Titre original et francophone : Revolver
- Réalisateur : Guy Ritchie
- Scénario : Guy Ritchie, Ethan Gross et Paul Todisco, adapté par Luc Besson
- Musique : Nathaniel Méchaly
- Direction artistique : Sam Stokes et Ed Walsh
- Casting : Mindy Marin	et Gail Stevens
- Décors : Eve Stewart
- Costumes : Verity Hawkes
- Photographie : Tim Maurice-Jones
- Montage : James Herbert, Ian Differ et Romesh Aluwihare
- Effets spéciaux : Stéphane Nazé (superviseur)
- Production : Luc Besson, Marty Katz, Virginie Silla et Steve Clark-Hall
  - Coproducteur : Pierre Spengler
  - Producteur associé : Steve Christian
- Sociétés de production : EuropaCorp, Revolver Pictures Co. et Isle of Man Film ; avec la participation de Canal+, TPS Star, Destination Films et Toff Guy Films
- Sociétés de distribution : EuropaCorp Distribution (France), Samuel Goldwyn Films (USA), Redbus Film Distribution (Royaume-Uni)
- Budget : 20 millions de dollars[1]
- Pays de production :  Royaume-Uni et  France
- Langue originale : anglais
- Format : couleur - 2.35:1 - 35 mm - son DTS / Dolby Digital
- Genre : Film de gangsters, action et thriller
- Durée : 106 minutes
- Dates de sortie[2] :
  - Royaume-Uni : 22 septembre 2005
  - France : 28 septembre 2005

## Distribution
- Jason Statham (VF : Julien Kramer ; VQ : Sylvain Hétu) : Jake Green
- Ray Liotta (VF : Emmanuel Jacomy ; VQ : Daniel Picard) : Dorothy Macha
- Vincent Pastore (VF : Patrice Melennec) : Zack
- André Benjamin (VF : Lucien Jean-Baptiste ; VQ : Thiéry Dubé) : Avi
- Mark Strong (VF : Bruno Choël ; VQ : Gilbert Lachance) : Sorter
- Francesca Annis (VQ : Madeleine Arsenault) : Lily Walker
- Lauren Smith : Dorren Anjela
- Elana Binysh : Rachel
- Martin Herdman (VQ : Guy Nadon) : Slim Biggins
- Terence Maynard (VQ : James Hyndman) : French Paul
- Andrew Howard (VQ : Yves Soutière) : Billy
- Tom Wu : Lord John

## Production

### Genèse du projet
Pour Guy Ritchie, le film repose sur une simple idée : l'arnaque suprême.

« Je suis fasciné par les ruses et les escroqueries, mais celle-ci était tellement audacieuse, tellement radicale, qu'elle m'attirait plus particulièrement. La formule de l'arnaque est tout à fait simple : piéger les gens en s'appuyant sur leur cupidité. On peut tous se faire arnaquer mais à quel moment est-ce qu'on s'en rend compte et jusqu'à quel point est-ce qu'on se laisse faire ? Ensuite, le grand défi de ce film a été d'enrober ce concept intellectuel dans une intrigue haletante avec beaucoup d'action car d'un point de vue visuel un concept n'est pas forcément très intéressant. Il est important que le film assure sur le plan du divertissement. Ainsi, j'ai mis trois ans à écrire ce film alors que Snatch ne m'avait pris que trois mois. À la base, c'est un film simple mais l'enrober dans une structure narrative s'est avéré compliqué. »

— Guy Ritchie

« Non seulement j'aime ce titre mais j'aime aussi le concept de se retrouver dans un jeu qui n'arrête pas de tourner jusqu'à ce qu'on se rende compte qu'on est en fait dans un jeu, et que c'est cette prise de conscience qui nous permet d'évoluer. Le film est construit sur une formule de jeu : où commence le jeu ? Où s'arrête-t-il ? Qui arnaque et qui se fait arnaquer ? »

— Guy Ritchie

### Attribution des rôles
C'est la 3e fois que Guy Ritchie retrouve Jason Statham, après Arnaques, Crimes et Botanique et Snatch : Tu braques ou tu raques.
Plusieurs acteurs ont refusé un rôle dans le film, dont Harvey Keitel, Mickey Rourke et Vinnie Jones.

### Tournage
Guy Ritchie voulait que son film soit « intercontinental » et qu'on ne puisse identifier le lieu de l'histoire.

« C'est une destination imaginaire qui est censée être un point de rencontre entre Est et Ouest, quelque part au milieu de l'Océan Atlantique »

— Guy Ritchie
Le tournage a eu lieu à Londres et sur l'Île de Man.

### Bande originale
Bandes originales par Guy Ritchie
À la dérive
(2002) RocknRolla
(2008)
Toutes les musiques sont composées par Nathaniel Méchaly avec l'aide de Maxime Garoute, sauf exception notée.
Liste des titres
1. Revolver - 03:58
2. Later That Night - 02:02
3. Atom's Tomb (Electrelane) - 02:11
4. The Heist  - 02:52
5. Fear Me  - 03:42
6. Mucchio Selvaggio (Ennio Morricone, interprété par 2raumwohnung) - 05:06
7. Chess Room  - 02:03
8. Sorter Shoot Out  - 01:56
9. Purple Requiem  - 04:00
10. Three Eddie Story  - 02:40
11. End Casino  - 02:50
12. Opera (Nisi Dominus d'Antonio Vivaldi, 3e mouvement, interprété par Emmanuel Santarromana) - 04:03
13. Casino  - 01:54
14. Jack Accident  - 02:02
15. The Mental Traveler  ( Composé et interprété par David Axelrod) - 04:08
16. To Never Miss  - 01:18
17. Ask Yourself (Plastikman) - 08:51
18. Gnossienne No. 1 (d'Erik Satie, interprété par Alessandra Celletti) - 04:18
19. Metropolitan (Emmanuel Santarromana) - 3:18
20. Sonata No.14 (Ludwig van Beethoven) - 5:32

## Sortie et accueil

### Critique
Le film reçoit à sa sortie des critiques globalement négatives. Sur l’agrégateur de critiques Rotten Tomatoes, il n'obtient que 15% d'avis favorables pour 67 critiques et une note moyenne de 3,5⁄10. Le consensus suivant résume les critiques compilées par le site : « En essayant de fusionner ses formules précédentes réussies avec des réflexions philosophiques, Guy Ritchie a produit un raté incohérent ». Sur Metacritic, il obtient une note moyenne de 25⁄100 pour 21 critiques.
Sur le site AlloCiné, qui recense 25 critiques de presse, le film obtient la note moyenne de 2,1⁄5
.

### Box-office
Le film ne rencontre pas de succès. Il ne totalise que 7 millions de dollars au box-office, bien en deçà du budget de production, estimé à près de 20 millions de dollars,.
| Pays ou région     | Box-office      | Date d'arrêt du box-office | Nombre de semaines |
| ------------------ | --------------- | -------------------------- | ------------------ |
| Royaume-Uni        | 3 091 499 $     | -                          | -                  |
| France             | 168 824 entrées | -                          | -                  |
| États-Unis, Canada | 84 738 $        | -                          | -                  |
| Total mondial      | 7 164 778 $     |                            |                    |

### Nouveau montage
Après les débuts compliqués en salles du film au Royaume-Uni, Guy Ritchie a décidé de peaufiner le montage. Il coupe environ 10 minutes, notamment des passages sur une intrigue secondaire sur l'alter ego de Green en tant que personnage animé,.